# Philippe Lacoste
Pour les articles homonymes, voir Lacoste.
Philippe Lacoste, né le 23 septembre 1958 à Strasbourg, est un diplomate français. Il est aussi ingénieur des Travaux publics de l’État.

## Biographie
Il est ambassadeur de la France aux Comores du 3 juillet 2011 au 9 juillet 2014, puis ambassadeur de France au Tchad entre le  11 novembre 2016 et le 8 septembre 2019.

## Décorations
- Chevalier de la Légion d'honneur (2013)
- Chevalier de l'ordre national du Mérite (2008)
- Officier de l'ordre national du Tchad (décoré le 12 septembre 2019 par Idriss Déby)[3]
- Commandeur de l'ordre pro Merito Melitensi (2014)
- Chevalier de l’ordre du Croissant vert (Comores, 2014)